# Teutões

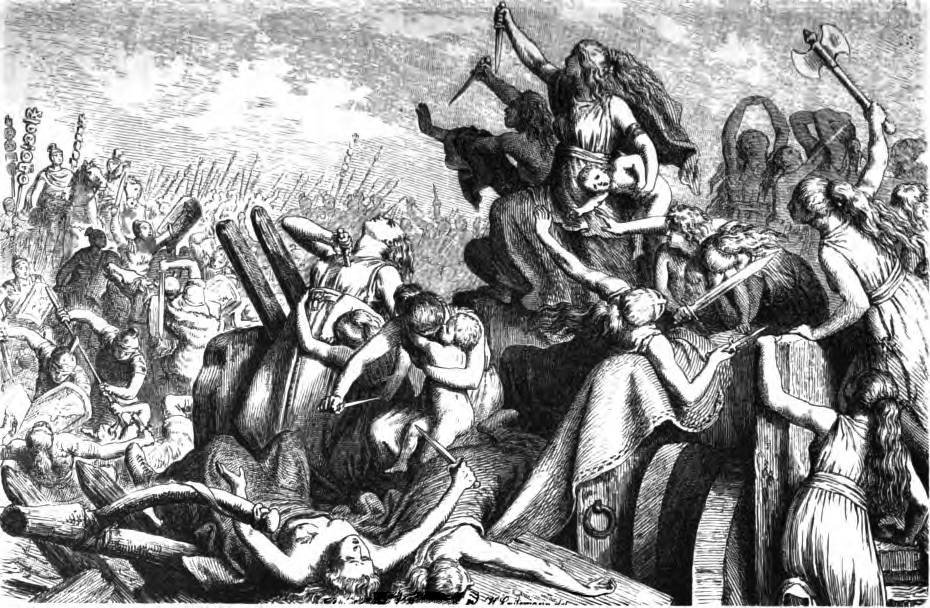
"As mulheres dos teutões defendem o forte dos vagões" (1882) por Heinrich Leutemann.

As migrações dos teutões e cimbros

Os teutões eram os povos germânicos que viviam no centro e norte da Europa. Originalmente estavam estabelecidos na  península da Jutlândia (atualmente extremo-norte da Alemanha e parte continental da Dinamarca), assim como os jutos e os anglos. Por volta de 120 a.C., os teutões uniram-se aos cimbros e migraram até a Gália e ali permaneceram até 102 a.C. quando foram derrotados pelo general romano Caio Mário em Águas Sêxtias (hoje Aix-en-Provence). A partir do século II, passaram a viver nas margens do rio Meno, na região central da Alemanha.